# Walter Herkner
Walter Herkner (* 28. Oktober 1928 in Alt-Habendorf; † 16. Januar 1989) war ein Offizier der Nationalen Volksarmee der Deutschen Demokratischen Republik. Zuletzt hatte er den Dienstgrad eines Generalmajors inne. 

## Militärische Laufbahn
Nach seinem achtjährigen Schulbesuch erlernte Herkner von 1942 bis 1944 den Beruf eines Industriekaufmanns. Im Anschluss daran war er im Reichsarbeitsdienst eingesetzt und war die letzten Kriegsmonate Gebirgsjäger in der Wehrmacht. Nach seiner Entlassung aus US-amerikanischer Kriegsgefangenschaft, siedelte Herkner in die Sowjetische Besatzungszone über, wurde Mitglied der KPD, später der SED. Er arbeitete zunächst bis 1948 als Einkäufer, dann von 1948 bis 1949 als Werftarbeiter und FDJ-Sekretär in Boizenburg sowie ab 1950 als Abteilungsleiter der FDJ-Landesleitung in Schwerin. Von 1951 bis 1952 besuchte Herkner die Parteihochschule der SED. Anschließend trat er zum 1. Januar 1953 den bewaffneten Organen der DDR bei. Zunächst als Angehöriger der KVP, ab 1956 der NVA, fand er bis 1957 Verwendung als Instrukteur der Abteilung Sicherheit des Zentralkomitees der SED. Von 1957 bis 1958 war Herkner Offiziershörer an der Hochschule für Offiziere. Im Anschluss hieran stieg er zum Sektorenleiter der Abteilung Sicherheit im ZK der SED auf. Diese Position hielt er bis 1962 inne. Danach wurde er bis 1970 stellvertretender Stadtkommandant von Berlin-Ost und Leiter der Politabteilung. In dieser Funktion wurde Herkner am 7. Oktober 1969 zum Generalmajor ernannt. Von 1970 bis 1973 war er Stellvertretender Chef der Grenztruppen und Leiter der Politischen Verwaltung im Kommando der Grenztruppen. 1973 stieg er zum Chef des Komitees der Armeesportvereinigung Vorwärts auf. Diesen Posten hielt er bis zu seinem Tod am 16. Januar 1989 inne. 
Seine Urne wurde auf dem Zentralfriedhof Berlin-Friedrichsfelde in der Gräberanlage für Opfer des Faschismus und Verfolgte des Naziregimes beigesetzt.
Herkner war ferner Träger des Vaterländischen Verdienstordens in Gold (1988) sowie diverser anderer Orden und Ehrenzeichen.